# Bang Na
Bang Na est l’un des 50 khets de Bangkok, Thaïlande.

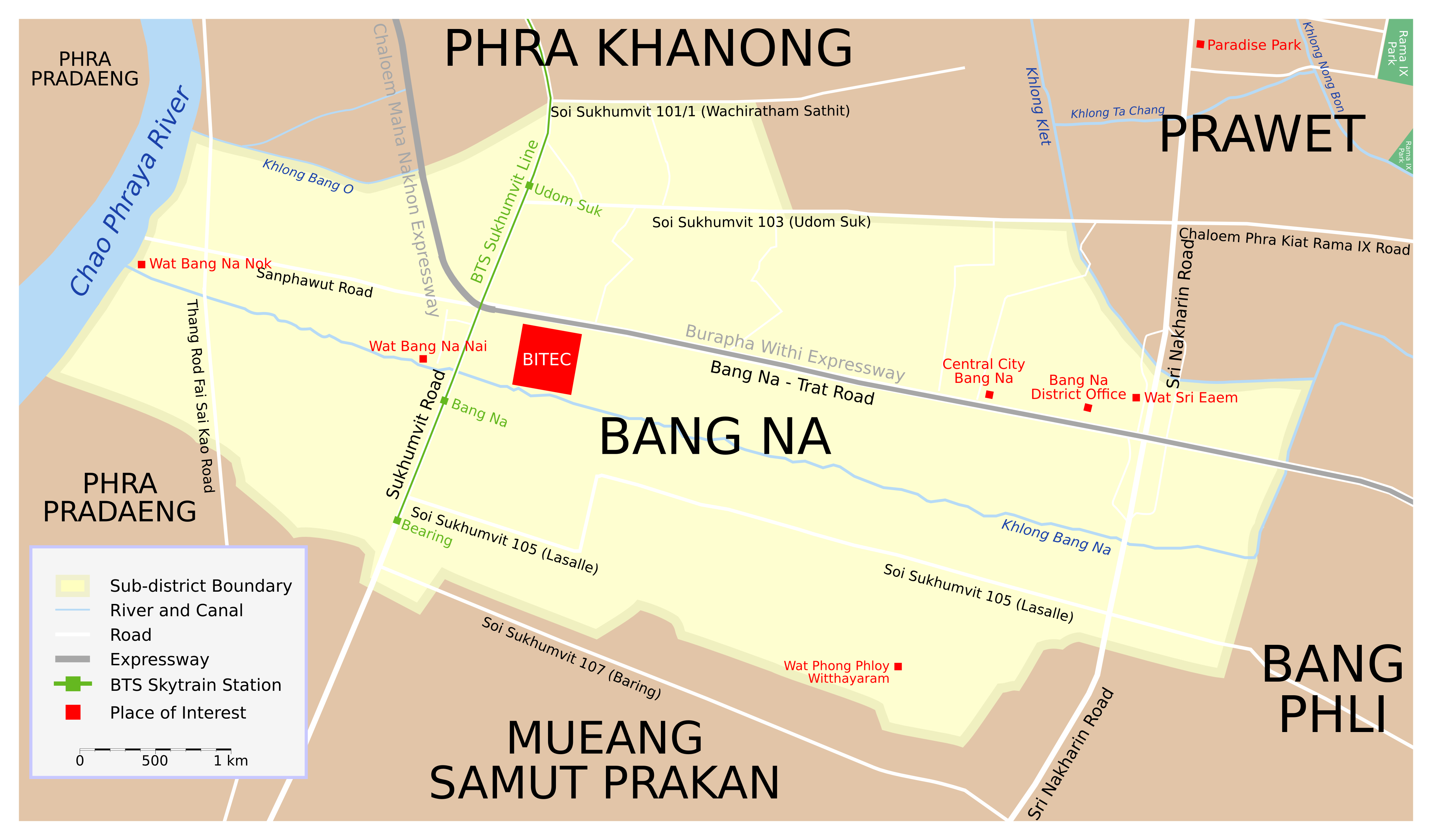
Carte de Bang Na

## Points d'intérêt
- Temple Wat Bang Na Nai (วัดบางนาใน)[1]
- le Royal Dragon Restaurant, un des plus grands restaurants du monde[2],[3],[4]
- BITEC (Bangkok International Trade and Exhibition Centre)
- Viaduc autoroutier Bang Na Expressway, le plus long pont routier du monde (55 km).

## Galerie

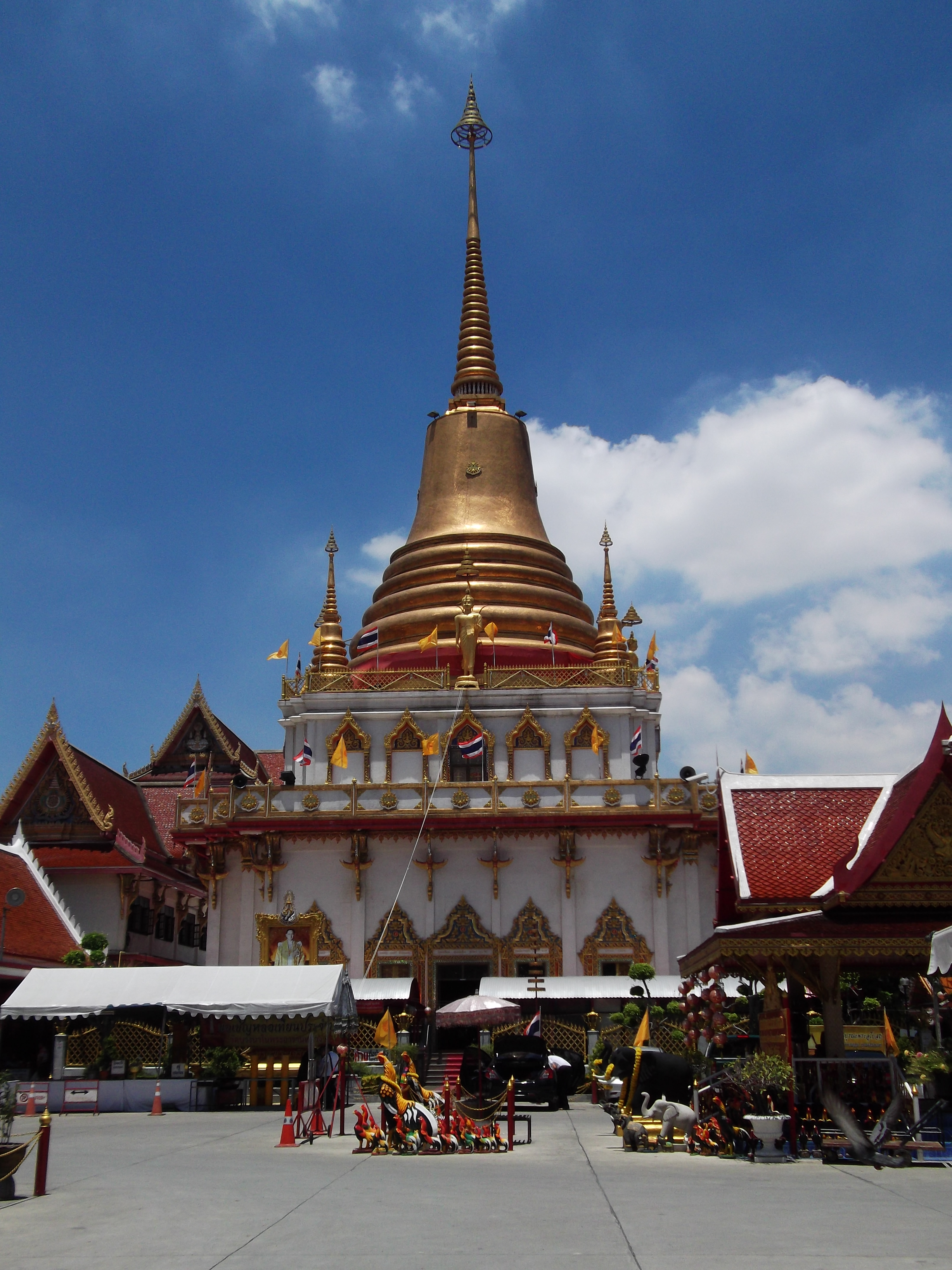
Le Wat Bang Na Nai (th)
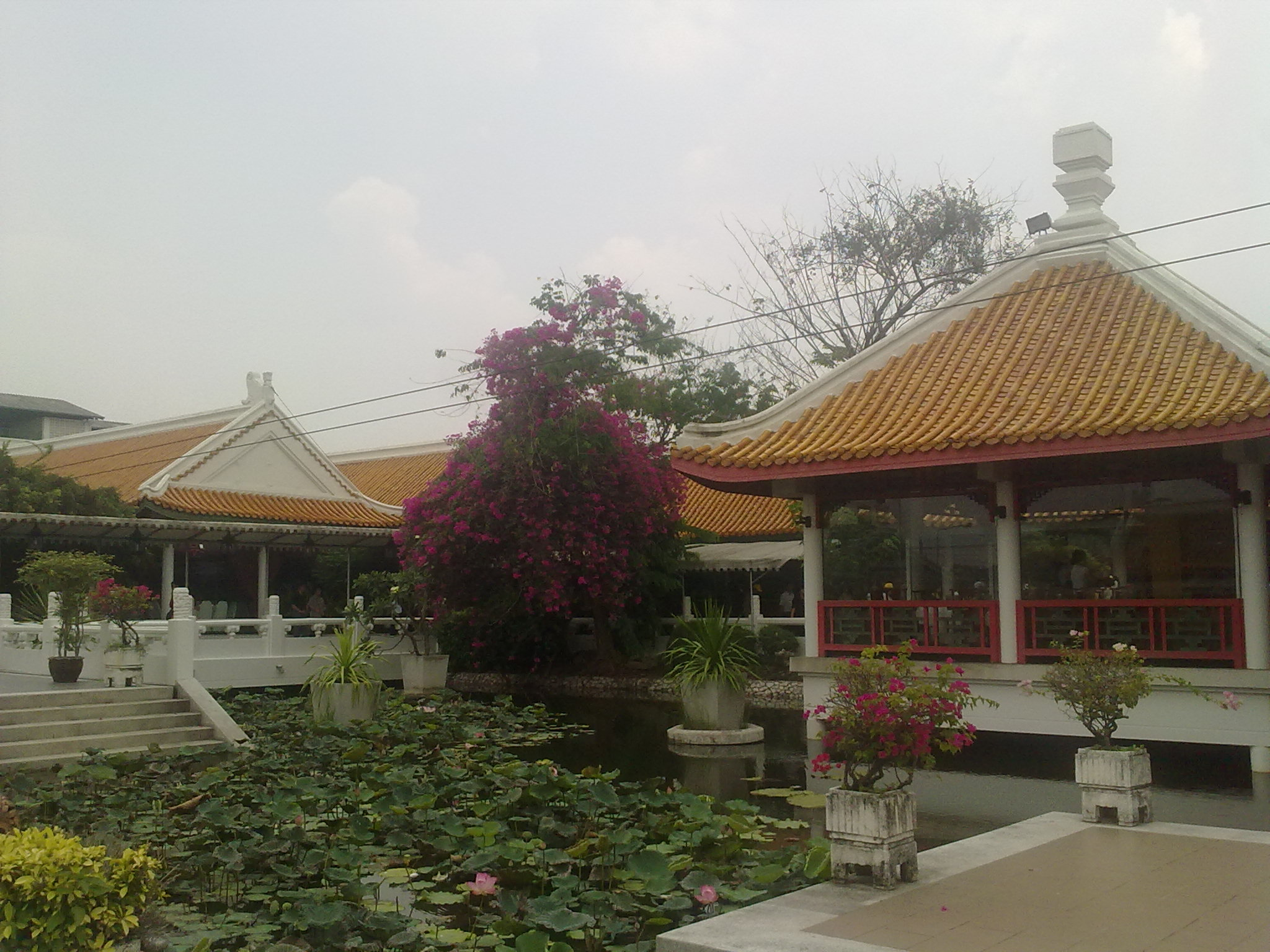
Le Royal Dragon Restaurant
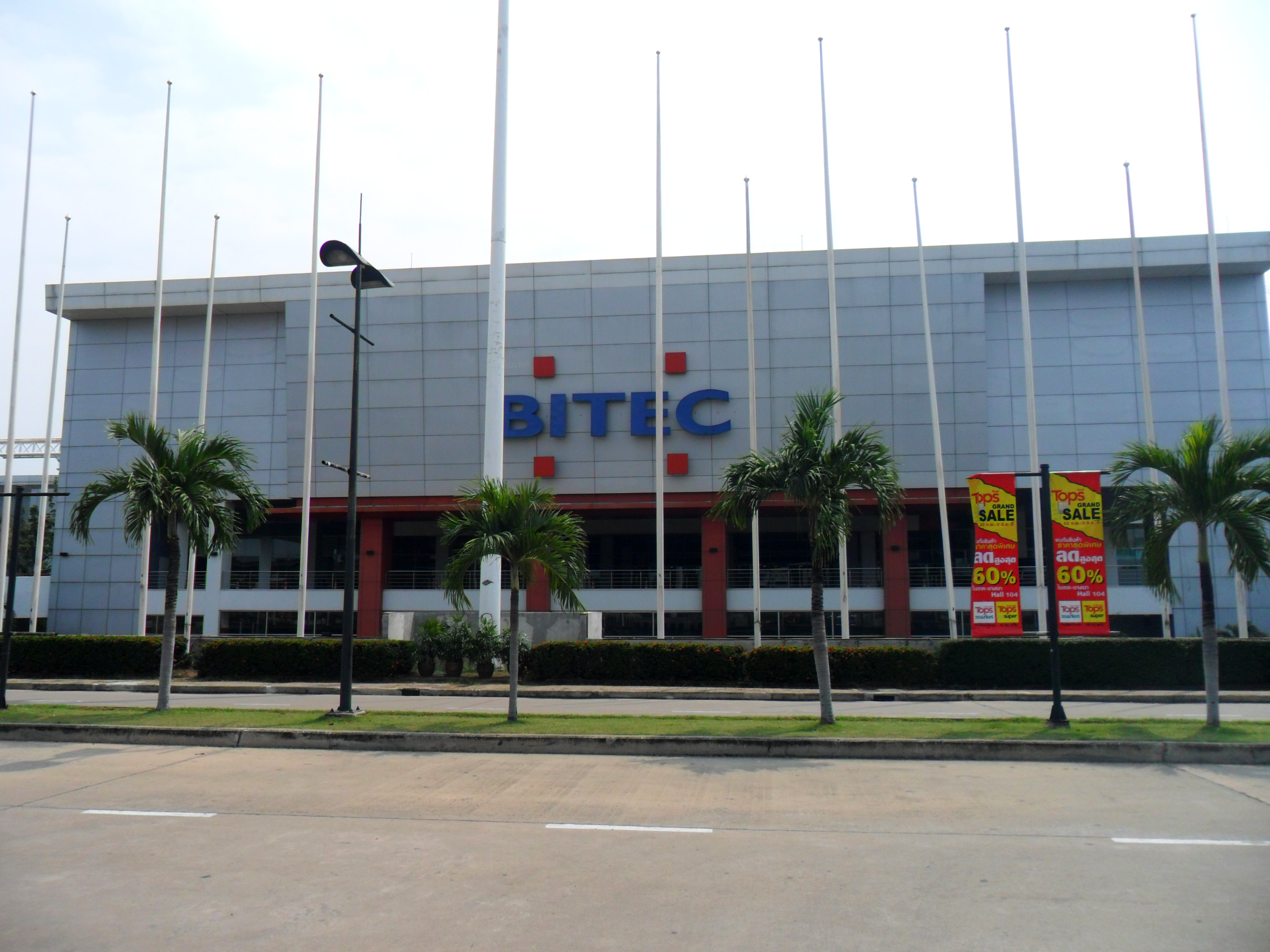
BITEC extérieur
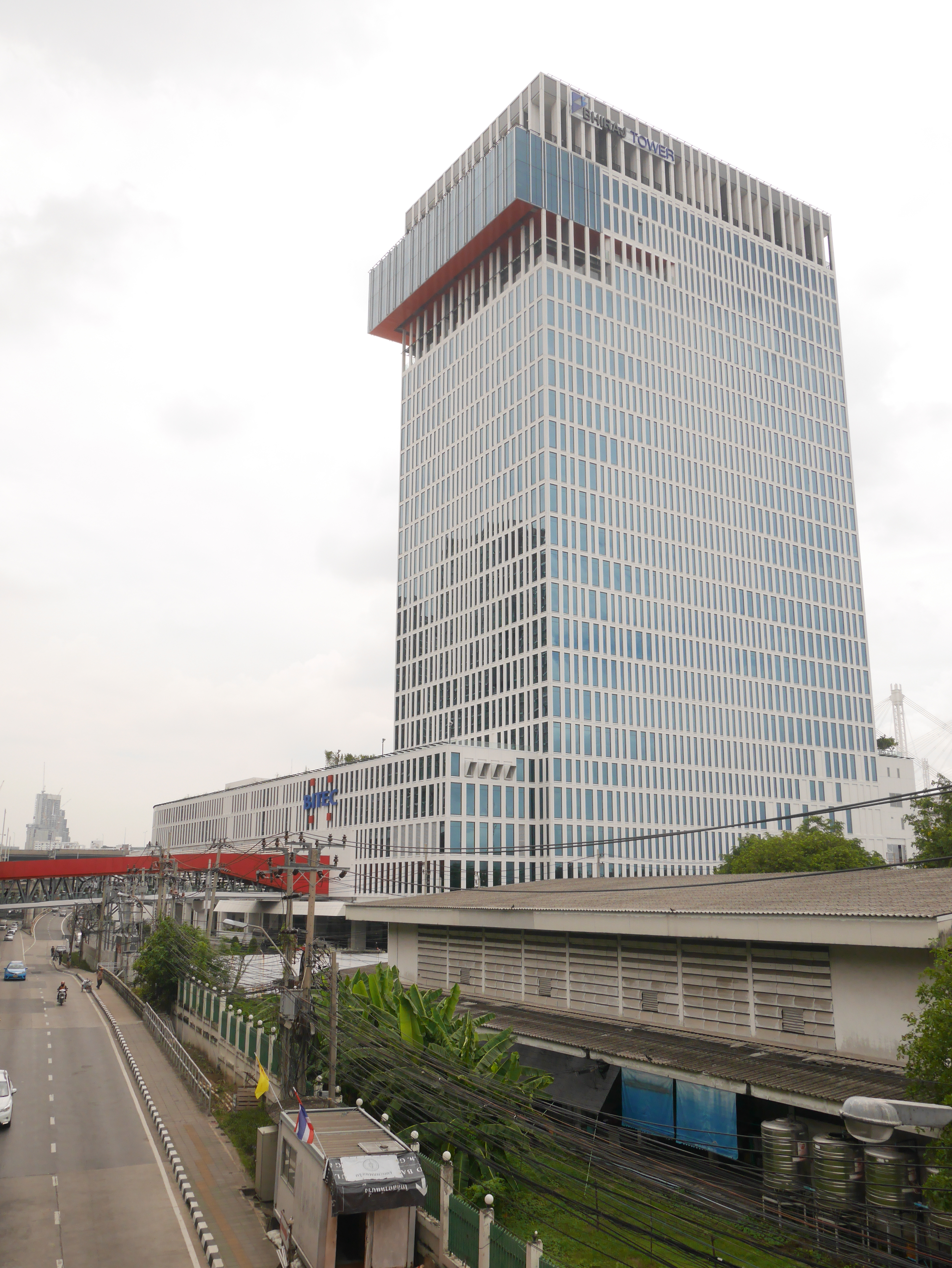
BITEC extérieur
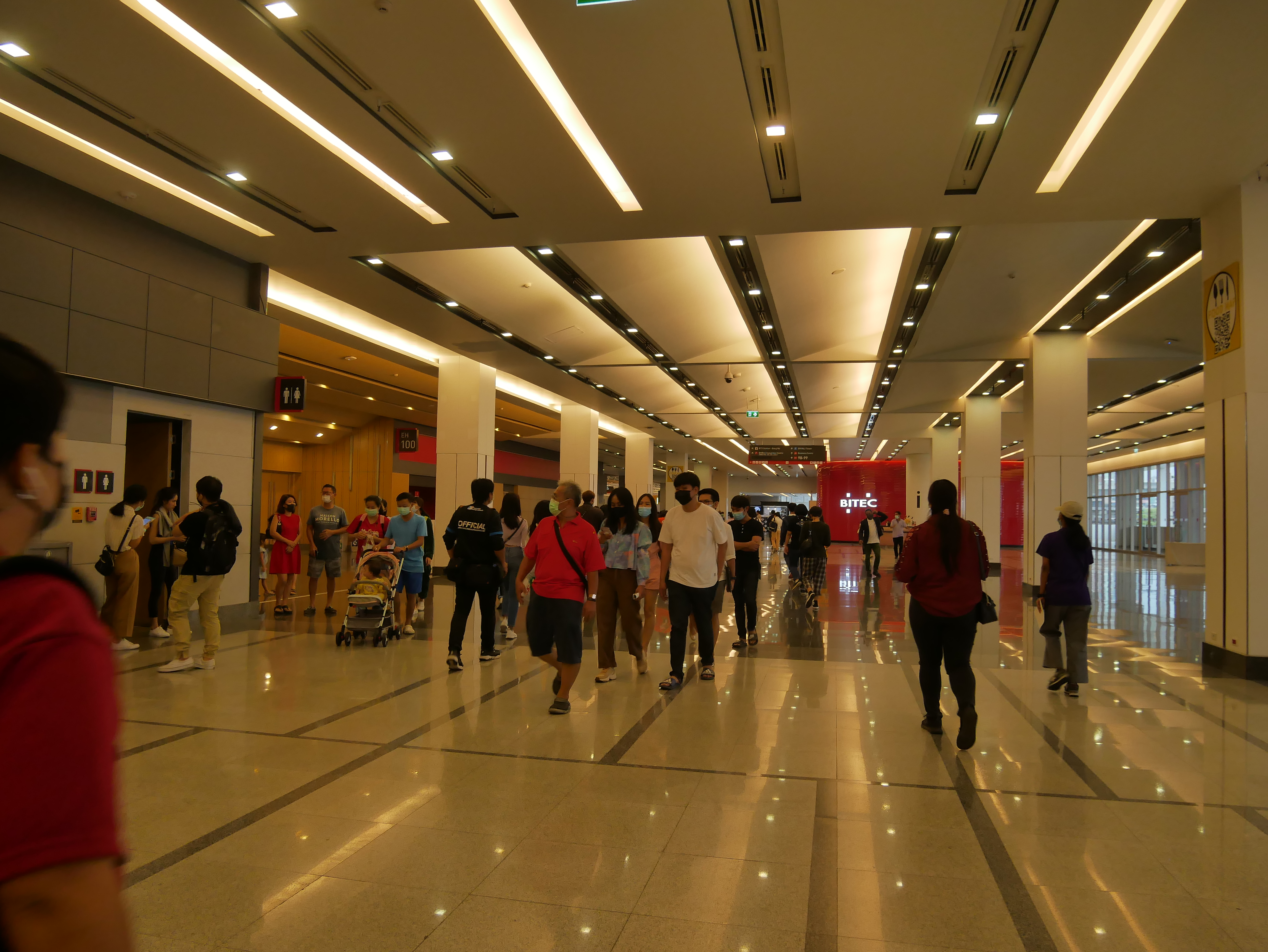
BITEC intérieur
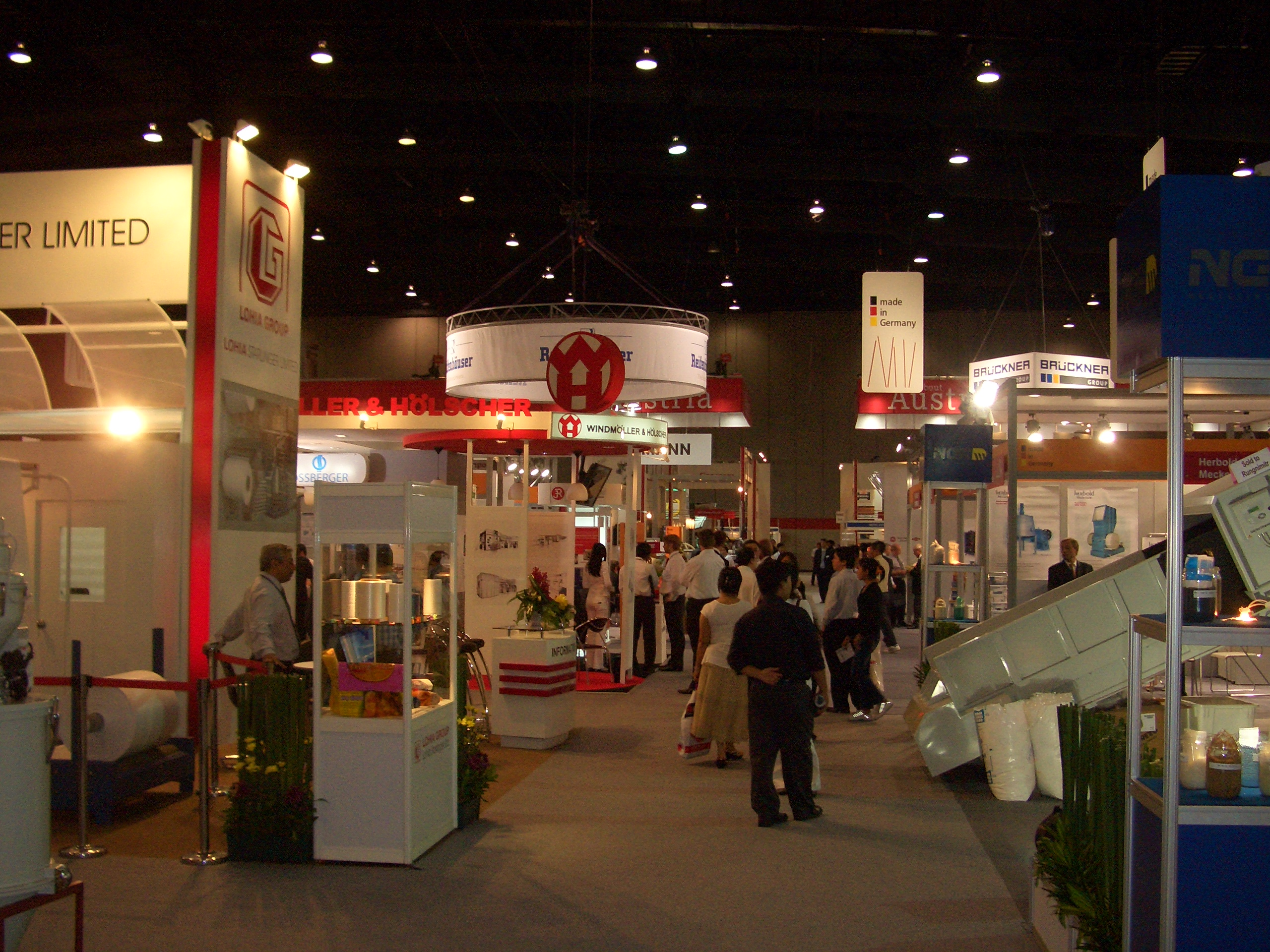
BITEC intérieur
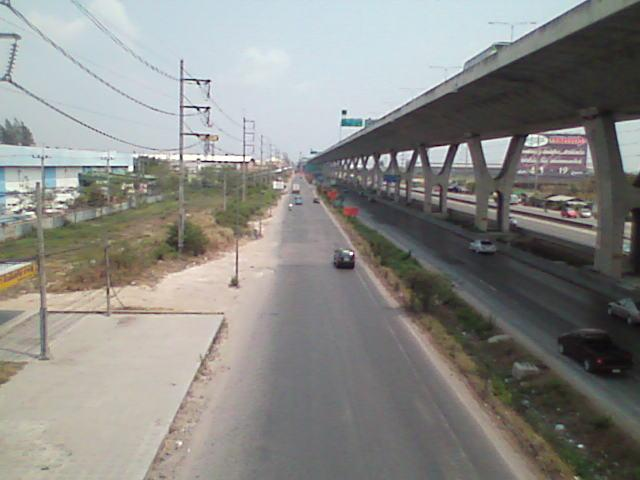
Viaduc autoroutier Bang Na Expressway